# Нанопланктон

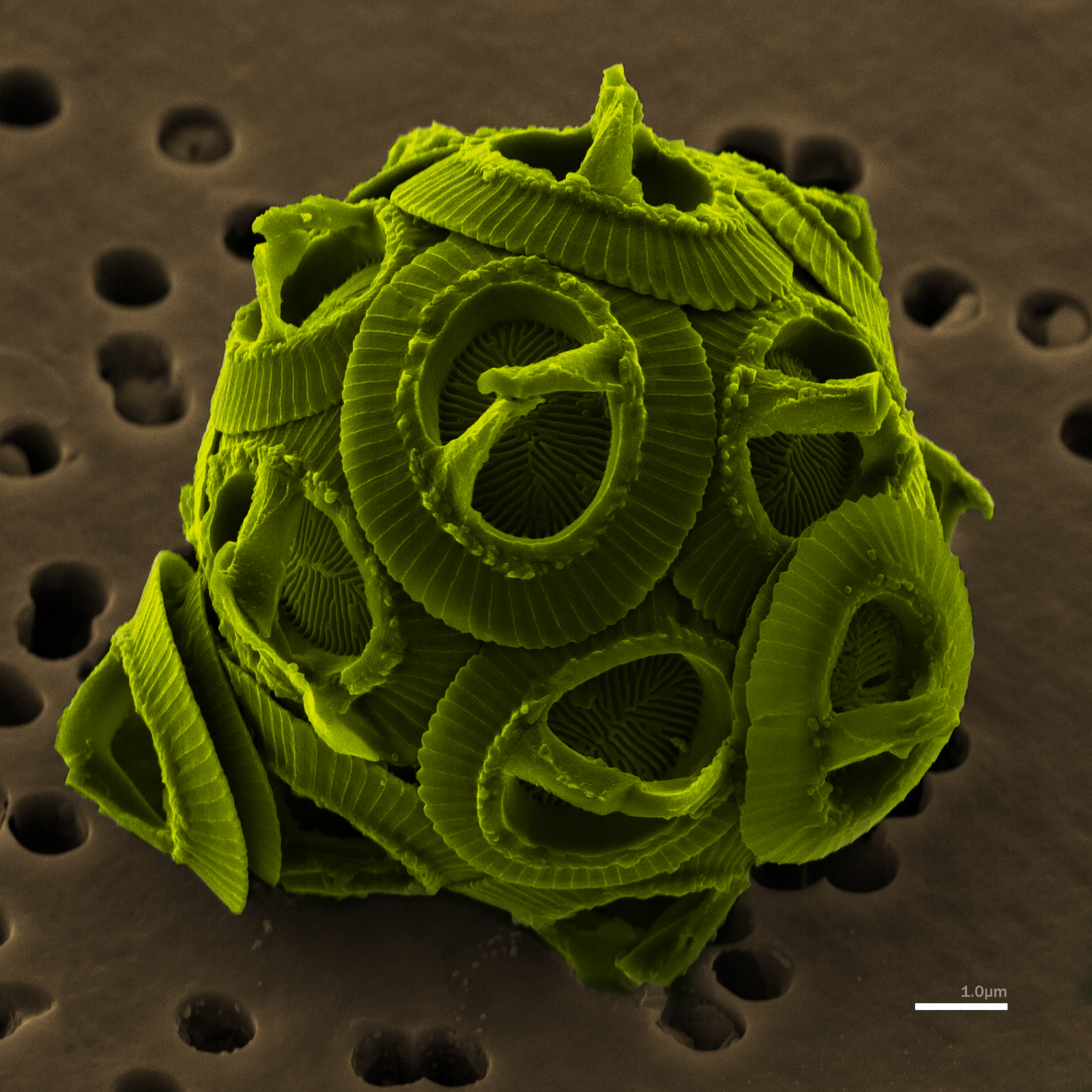
Gephyrocapsa oceanica — типичный представитель нанопланктона

Нанопланктон (от греч. nanos — карлик и планктон) — группа мелких планктонных организмов (бактерии, некоторые одноклеточные водоросли, грибы и их зооспоры), проходящих сквозь мелкие ячейки шёлковой планктонной сетки (длина тела менее 0,05 мм). Нанопланктон отделяют путём центрифугирования или седиментации.
Нанопланктон является необходимым звеном в пищевых цепях гидроэкосистем (им питается зоопланктон).
Среди нанопланктона встречаются мелкие представители следующих групп эукариот: Dinoflagellata, Kinetoplastea, Chlorophyta, Chrysophyta, Cryptophyta, Diatomeae, Xanthophyta.
В клетках нано- и пикопланктона содержание хлорофилла выше, чем у микропланктона. Под обычным световым микроскопом представителей нанопланктона едва видно, и лишь в тех случаях, когда они живы. Планктонной сеткой они не ловятся — проскакивают в 10-микронные глазки самого мелкого планктонного сита (газа). По этим причинам роль нанопланктона в пищевых цепях долгое время недооценивалась. Как правило, исследователи обращали внимание на хорошо заметный микропланктон (> 20 мкм), к которому принадлежит большинство описанных для Чёрного моря видов диатомей и динофлагеллят.
Существенную часть (до 98 %) нанопланктона составляют кокколитофориды. Их известковые скелеты, входящие в состав донных отложений, часто используются для определения возраста горных пород. Отложения верхнего мела состоят главным образом из скелетных элементов нанопланктона и, в меньшей степени, зоопланктона.